# Föderalismus in Österreich

Verwaltungsgliederung Österreichs

Der Föderalismus in Österreich ist von einem beständigen Ringen zwischen zentralistischen und föderalistischen Strömungen geprägt. Bereits bei der Gründung der Republik Österreich in den Jahren 1918 bis 1920 spielten die Länder eine entscheidende Rolle beim Aufbau der politischen und administrativen Strukturen auf Landesebene. In den sogenannten Länderkonferenzen, in denen Vertreter der Länder und der neuen Zentralregierung in Wien zusammenkamen, einigte man sich darauf, die Republik als föderalen Bundesstaat zu konstituieren.
Die schließlich im Jahr 1920 verabschiedete österreichische Bundesverfassung, maßgeblich entworfen vom Rechtswissenschaftler Hans Kelsen, sah einen Bundesstaat mit neun Gliedstaaten (Ländern) vor. Der daraus resultierende Föderalismus war schwach ausgeprägt, da die meisten wichtigen Kompetenzen, insbesondere in Finanzangelegenheiten, dem Bund zugewiesen wurden. Diese Kompetenzverteilung spiegelte die unterschiedlichen Vorstellungen der beiden dominierenden politischen Kräfte wider: die Christlichsozialen, die den Föderalismus befürworteten, und die Sozialdemokraten, die einen zentralisierten Staat bevorzugten. Die Verfassung war in weiten Teilen provisorisch und unvollständig, und erst mit der Verfassungsreform von 1925 unter Bundeskanzler Rudolf Ramek wurde die Kompetenzverteilung endgültig geregelt.
Die Verfassung des autoritären Ständestaates von 1934 brachte einen weiteren Zentralisierungsschub. Alle Landesgesetze bedurften der Zustimmung des Bundeskanzlers, und der Landeshauptmann wurde vom Bundespräsidenten ernannt. Mit dem Anschluss Österreichs an Deutschland im Jahr 1938 wurde der Föderalismus in Österreich dann gänzlich abgeschafft. Nach dem Zweiten Weltkrieg wurde die Verfassung von 1929 wieder in Kraft gesetzt. In den folgenden Jahrzehnten setzten sich die Länder für eine Stärkung ihrer Position innerhalb des Bundesstaates ein, und die Forderungen der Länder führten schrittweise zu einer Erweiterung ihrer Kompetenzen.
Die Bemühungen Österreichs um einen Beitritt zur Europäischen Union wurden von den Landeshauptleuten von Anfang an unterstützt, und ihr Engagement trug maßgeblich dazu bei, dass sich 1994 zwei Drittel der österreichischen Bevölkerung in einem Referendum für den EU-Beitritt aussprachen. Im Gegenzug für ihre Unterstützung wurde den Ländern im sogenannten Perchtoldsdorfer Abkommen von 1992 eine umfassende Bundesstaatsreform zugesagt, die jedoch bis heute von keiner der nachfolgenden Bundesregierungen umgesetzt wurde. Auch die Ergebnisse des Österreich-Konvents von 2005, der sich mit einer Reform des Föderalismus befasste, wurden nicht in die Praxis umgesetzt.
Der schwache Föderalismus in Österreich führte immer wieder zu der Frage, ob Österreich überhaupt ein echter Bundesstaat ist. Im internationalen Vergleich gilt Österreich als ein relativ schwach ausgeprägter Bundesstaat, da die meisten Gesetzgebungskompetenzen nach wie vor dem Bund zugeordnet sind.

## Entwicklung des österreichischen Föderalismus

### Gründungsphase der Republik (1918–1920)

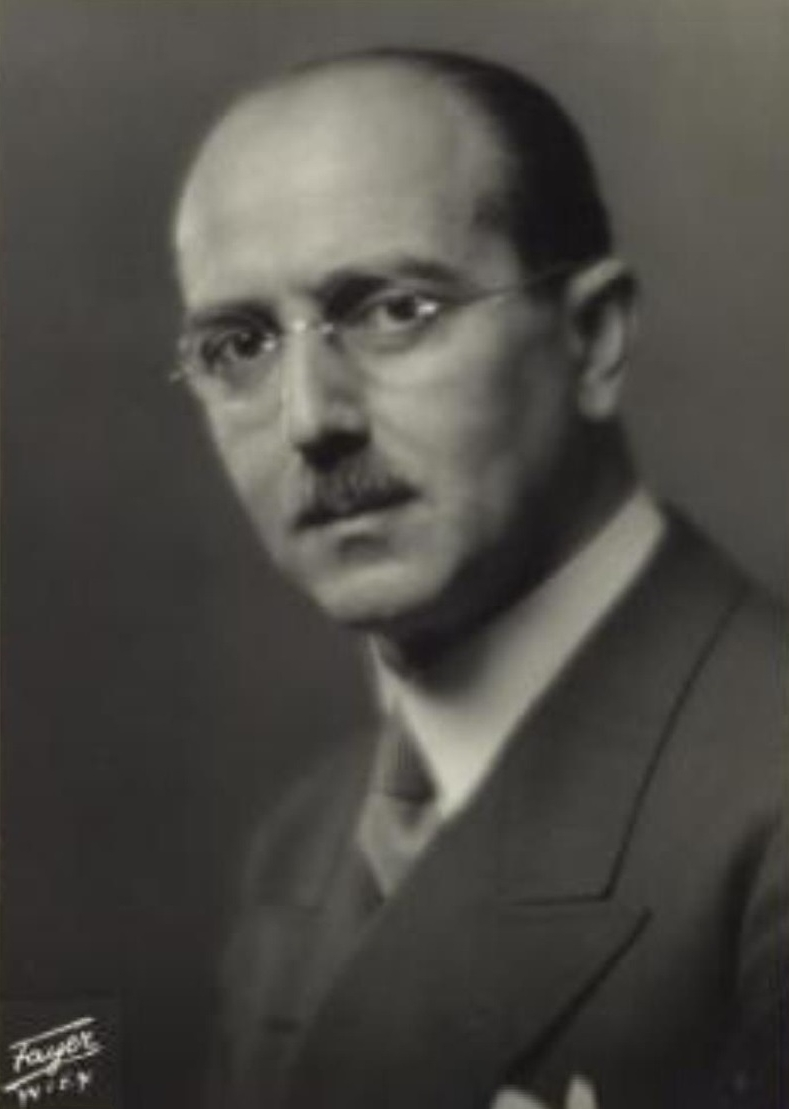
Hans Kelsen, Architekt der österreichischen Bundesverfassung

Die Gründung der Republik Österreich nach dem Ersten Weltkrieg war eng mit der Frage nach der zukünftigen Staatsstruktur verbunden. In der Zeit von 1918 bis 1920 wurde die politische Landschaft von der Debatte zwischen Zentralismus und Föderalismus geprägt. Nach der Niederlage Österreich-Ungarns im Ersten Weltkrieg zerfiel die Monarchie und es entstanden zahlreiche neue Staaten, darunter auch ein deutlich kleineres Österreich. Am 12. November 1918 proklamierte die provisorische Nationalversammlung die Republik Österreich.
Zunächst stand die Idee eines föderalen Systems nicht im Vordergrund. Der Wunsch nach einem Anschluss an Deutschland, der von vielen, besonders den Sozialdemokraten, favorisiert wurde, sprach für die Etablierung eines zentralistischen Einheitsstaates. Die ehemaligen Kronländer der Habsburgermonarchie, die eine gewisse föderalistische Tradition besaßen, begannen jedoch bald, eigene Interessen zu verfolgen. Einige dieser Länder, wie Vorarlberg, Tirol, Salzburg, Kärnten, Steiermark, Oberösterreich und Niederösterreich, verfügten über eigene Landesordnungen. Die Christlichsoziale Partei, die in den Ländern stark vertreten war, setzte sich für ein föderales System ein, während die in Wien dominierenden Sozialdemokraten einen zentralistischen Staat bevorzugten.
Im Mai 1919 fand in Salzburg eine Konferenz statt, auf der die Vertreter der Länder den föderalen Plänen der Christlichsozialen gegenüber den zentralistischen Vorstellungen der Sozialdemokraten Nachdruck verliehen. Der österreichische Föderalismus entstand letztlich aus einem Kompromiss zwischen diesen beiden Kräften. Die Bundesverfassung, die am 1. Oktober 1920 in Kraft trat, sah einen zentralistisch geprägten Bundesstaat vor. Trotz des Kompromissescharakters der Verfassung wurde bereits in der Gründungsphase deutlich, dass die Länder eine wichtige Rolle im österreichischen Bundesstaat spielen würden. In den sogenannten Länderkonferenzen von 1919, in denen Vertreter der Länder und der neuen Zentralregierung in Wien zusammenkamen, wurde vereinbart, dass die Republik als föderaler Staat aufgebaut werden sollte. Die starke Beteiligung der Länder an der Staatsgründung wird bis heute in der österreichischen Politik betont.
Die Bundesverfassung von 1920, die maßgeblich von Hans Kelsen entworfen wurde, basierte auf zentralen Strukturprinzipien, die in Art. 1 und Art. 2 des Bundesverfassungs-Gesetzes (B-VG) festgeschrieben sind. Neben dem demokratischen und republikanischen Prinzip sowie dem Grundsatz der Rechtsstaatlichkeit zählt dazu auch das föderale Prinzip. Dieses Prinzip beinhaltet die Aufteilung der staatlichen Funktionen und Aufgaben zwischen Bund und Ländern. Sowohl der Bund als auch die Länder haben in ihren jeweiligen Zuständigkeitsbereichen das Recht, Gesetze zu erlassen und für deren Vollziehung zu sorgen. Die Gründungsphase des österreichischen Föderalismus war somit eine Zeit des Aushandelns und der Kompromissfindung. Die Spannungen zwischen dem Wunsch nach Einheit und dem Streben nach regionaler Autonomie prägten die politischen Debatten und führten zu einer Verfassung, die bis heute die Grundlage für das österreichische Staatswesen bildet.

### Erste Republik, Austrofaschismus & Zweiter Weltkrieg (1920–1945)
Der österreichische Föderalismus in der Ersten Republik (1920–1934) war geprägt von einer komplexen Dynamik zwischen zentralistischen Tendenzen und dem Streben der Länder nach Autonomie. Die Bundesverfassung von 1920 schuf die Grundlage für einen Bundesstaat, der jedoch von Anfang an eine starke zentralistische Ausrichtung aufwies. Die Verfassung sah zwar eine Kompetenzverteilung zwischen Bund und Ländern vor, doch die meisten wichtigen Bereiche lagen in der Gesetzgebungskompetenz des Bundes. Insbesondere in Finanzangelegenheiten hatte der Bund die Oberhand, was die Handlungsspielräume der Länder einschränkte.
Die Mitwirkung der Länder an der Bundesgesetzgebung war durch den Bundesrat, die zweite Kammer des Parlaments, nur schwach ausgeprägt. Der Bundesrat hatte zwar ein Vetorecht, konnte aber vom Nationalrat, der ersten Kammer, überstimmt werden. Diese Asymmetrie in der Machtverteilung führte dazu, dass der Bundesrat in der Praxis eine eher untergeordnete Rolle spielte und der Nationalrat die Gesetzgebung dominierte. Trotz der zentralistischen Ausrichtung des österreichischen Föderalismus spielten die Länder eine wichtige Rolle im politischen System der Ersten Republik. Sie verfügten über eigene Verfassungen, Parlamente und Regierungen und waren für die Verwaltung wichtiger Bereiche wie Bildung, Sicherheits- und Gesundheitswesen zuständig. Die Länder hatten zudem eine gewisse finanzielle Autonomie, die ihnen erlaubte, eigene politische Schwerpunkte zu setzen. Die Landeshauptleute, die als Vertreter der Länder in der Bundespolitik ein bedeutendes Gewicht hatten, nutzten ihre Position, um in den regelmäßigen Länderkonferenzen politische Strategien zu entwickeln und Einfluss auf die Bundespolitik zu nehmen. In diesen Konferenzen, an denen sowohl Vertreter der Landesregierungen als auch der Bundesregierung teilnahmen, konnten sie ihre Interessen artikulieren und gemeinsame Lösungen erarbeiten.
Neben den formellen institutionellen Regelungen war der österreichische Föderalismus in der Ersten Republik auch von informellen Praktiken und politischen Kompromissen geprägt. Die enge Zusammenarbeit zwischen Bund und Ländern in der Verwaltung führte zu einer Verflechtung der beiden Ebenen, die in einer Form von Exekutivföderalismus resultierte. Viele Aufgaben wurden von den Ländern im Auftrag des Bundes ausgeführt, was die Position des Bundes stärkte, aber gleichzeitig auch den Ländern eine gewisse Gestaltungsmacht in der praktischen Umsetzung von Bundesgesetzen ermöglichte.
Die Zeit des Austrofaschismus zwischen 1934 und 1938 war geprägt von einem dramatischen Wandel im Wesen des österreichischen Föderalismus. Nach dem Februaraufstand 1934 errichtete Bundeskanzler Engelbert Dollfuß den Bundesstaat Österreich, ein autoritäres, klerikales Regime. Obwohl dieses Regime föderalistische Strukturen beibehielt, verfolgte es aktiv zentralisierende Politik. Eine wesentliche Veränderung war die Notwendigkeit der Zustimmung des Bundeskanzlers zu allen Landesgesetzen. Dies schmälerte die legislative Autonomie der Länder und festigte die Autorität der Bundesregierung. Darüber hinaus erhielt der Bundespräsident die Befugnis, den Landeshauptmann zu ernennen, was zu einer weiteren Konzentration der Macht auf Bundesebene führte. Dadurch wurden die Landeshauptmänner effektiv von Vertretern ihrer jeweiligen Länder zu Ausführungsgehilfen der Zentralregierung. Diese Veränderungen, obwohl ohne großen politischen Widerstand umgesetzt, höhlten die föderale Struktur der Verfassung aus.
Der Zentralisierungsprozess ließ sich unter anderem auch im Bildungssystem beobachten. Vor 1934 genossen die Länder erhebliche Autonomie in Bildungsfragen. Das autoritäre Regime des Ständestaates strebte jedoch nach einer Standardisierung des Schulsystems, um die nationale Einheit zu fördern. Mit dem Konkordat zwischen dem Heiligen Stuhl und der Republik Österreich (BGBl. II Nr. 2/1934) verlagerte sich die Kontrolle über das Bildungswesen von den Ländern auf den Bund. Dieser Schritt wurde von Vertretern der Länder im Bundesrat unterstützt, was die vorherrschende Denkweise der Priorität der nationalen Einheit gegenüber der Länderautonomie verdeutlichte. Dadurch wurde die kulturelle und bildungsmäßige Vielfalt, die zuvor vom föderalen System gefördert wurde, effektiv reduziert. Bis 1938 war Österreich nur noch formell ein Bundesstaat, funktionierte praktisch jedoch wie ein Einheitsstaat.
Dieses Kapitel des österreichischen Föderalismus wurde jedoch mit dem Anschluss Österreichs an Nazi-Deutschland im Jahr 1938 abrupt beendet. Die Nazis reorganisierten die österreichischen Länder, zogen Grenzen neu und fusionierten einige Bundesländer, wodurch die Zahl der Verwaltungsregionen auf sieben Reichsgaue reduziert wurde. Damit wurde jegliche Spur der zuvor bestehenden föderalen Struktur Österreichs ausgelöscht und das Land in das hochgradig zentralisierte Verwaltungssystem Nazi-Deutschlands integriert.

### Zweite Republik (ab 1945)
Nach dem Zweiten Weltkrieg wurde die österreichische Verfassung von 1920, die während der Nazizeit ausgesetzt worden war, wieder in Kraft gesetzt. Es folgte eine lange Stagnationsphase, in der die Länder hauptsächlich das Bundesverfassungsrecht replizierten und bis in die späten 1960er Jahre bemerkenswert passiv agierten. Dies führte dazu, dass Österreichs föderales System als stark zentralisiert beschrieben wurde, wobei der Bund eine dominierende Rolle spielte und die Länder ihre Gesetzgebungskompetenzen in eingeschränkten Bereichen ausübten.
Einen Wendepunkt bildete die Verfassungsänderung von 1974 (§ 0 B-VG), die zu großen Veränderungen in der Landespolitik und einer allmählichen Zunahme der Kompetenzen der Länder führte und deren Selbstbewusstsein stärkte. Die Länder begannen, ihre Verfassungen, insbesondere hinsichtlich der Regierungsbildungsregeln und der direkten Demokratie, aktiv anzupassen. So nutzten insbesondere die westlichen Länder die neue Doktrin der „relativen Autonomie“, um ihre regionale Identität zu stärken und eine ausgeprägtere Rolle in der Bundespolitik zu fordern.
Die Landeshauptleutekonferenz, ein Koordinierungsgremium der Länder, das seit 1970 regelmäßig tagte, spielte eine entscheidende Rolle bei der Förderung föderaler Reformen. Die Anforderung der Konferenz nach einstimmigen Entscheidungen gewährleistete, dass jedes Land eine starke Stimme hatte. Die wahre Stärke der Landeshauptleute liegt jedoch in ihrer doppelten Funktion als Spitzenpolitiker ihrer jeweiligen Landesparteien. Dieser politische Einfluss zeigte sich in ihrer entschiedenen Unterstützung des österreichischen EU-Beitritts. Ihr Engagement war maßgeblich an der Sicherung einer Zweidrittelmehrheit im EU-Beitrittsreferendum von 1994 beteiligt.
Die Beteiligung der Länder an den EU-Entscheidungsprozessen hat jedoch die Grenzen der Landeshauptleutekonferenz aufgezeigt. Die Organisation einer großen Konferenz mit allen neun Ländern in zeitnaher Weise erwies sich als unpraktisch und hinderte effiziente Reaktionen auf die Anforderungen der europäischen Integration. Folglich diente die Konferenz hauptsächlich als Plattform zur Formulierung von Positionen und Erklärungen, wobei der eigentliche Entscheidungsprozess informell durch die Mitarbeiter der Landesverwaltungen erfolgte.
Der EU-Beitritt Österreichs brachte auch die Frage der Länderrechte in EU-Angelegenheiten in den Vordergrund. Vor dem EU-Beitritt konnten Bund und Länder Angelegenheiten unabhängig voneinander entscheiden und mussten nur Vereinbarungen innerhalb Österreichs treffen. Der EU-Beitritt stürzte sie jedoch in eine größere politische Arena mit zwischenzeitlich bis zu 28 Mitgliedstaaten, die unterschiedliche Interessen hatten und bindende Entscheidungen trafen. Die Landtage, obwohl formal in der Lage, die Position ihres Landes in EU-Angelegenheiten zu beeinflussen, üben diese Rechte aufgrund begrenzter administrativer Ressourcen selten aus.
Trotz der Versprechen umfassender föderaler Reformen im Rahmen des Perchtoldsdorfer Abkommens von 1992 als Anerkennung ihrer Unterstützung für den EU-Beitritt scheiterten die folgenden Bundesregierungen, denen die notwendige verfassungsrechtliche Mehrheit im Parlament fehlte, an der Umsetzung. Ein ähnliches Schicksal ereilte die Ergebnisse des Österreich-Konvents von 2005, einer verfassungsgebenden Versammlung, die sich mit föderalen Fragen befasste. Diese Blockade föderaler Reformen rührt von der Persistenz einmal etablierter verfassungsrechtlicher Regelungen und der Zurückhaltung politischer Akteure, sich auf umfassende Reformen einzulassen, die ihre Einflussbereiche gefährden könnten.
Die Debatte über den Föderalismus in Österreich dreht sich oft um die Notwendigkeit der Reform des Bundesrates, der zweiten Kammer des Parlaments. Die Notwendigkeit zur Reform ist allgemein anerkannt. Die Öffentlichkeit empfindet den Bundesrat als überflüssig und unbedeutend, wobei eine Umfrage von 2014 ergab, dass 54 % der Österreicher seine Abschaffung befürworteten.
Mehrere Faktoren tragen zu dieser negativen Wahrnehmung bei. Erstens entspricht die Zusammensetzung des Bundesrates der des Nationalrates, was bedeutet, dass er die Länder oder politischen Parteien nicht in einem signifikant anderen Sinne repräsentiert. Dadurch wird seine Legitimität untergraben. Zweitens sind die Befugnisse des Bundesrates begrenzt. Er fungiert hauptsächlich als eine Überarbeitungsinstanz mit eingeschränkten Vetorechten, insbesondere in finanziellen Angelegenheiten, die die Bundesländer betreffen. Drittens werden die Mitglieder des Bundesrates indirekt von den Landtagen gewählt und fühlen sich oft ihren politischen Parteien verpflichtet. Dies reduziert ihre wahrgenommene Unabhängigkeit und Effektivität zusätzlich.
Verschiedene Reformvorschläge wurden unterbreitet, darunter die Änderung des Einstellungsverfahrens zu einer direkten Wahl, die Bindung der Mitglieder an ein zwingendes Mandat ihrer Bundesländer und die Erweiterung der Veto- und Kontrollrechte des Bundesrates. Diese Vorschläge konnten jedoch keine Zustimmung finden, da potenzielle Machtverschiebungen zwischen den wichtigsten politischen Institutionen und Parteien zu befürchten waren.
Neben dem Bundesrat ist die Reform des österreichischen Finanzföderalismus entscheidend für ein ausgewogeneres und effizienteres föderales System. Das derzeitige System ist durch mehrere Probleme gekennzeichnet. Es mangelt an Transparenz und Rechenschaftspflicht in den Finanzbeziehungen zwischen Bund und Ländern. Zudem besteht eine starke Abhängigkeit von Gemeinschaftssteuern, während die Betonung auf eigenen Einnahmen der Landesregierungen schwach ist. Darüber hinaus gibt es eine dringende Notwendigkeit für größere Klarheit und Verantwortlichkeit bei der Verteilung von Aufgaben und Ausgaben zwischen den verschiedenen Regierungsebenen.
Experten plädieren für mehrere Maßnahmen, um das föderale System zu stärken. Sie fordern eine Stärkung der subnationalen Regierungen durch die Erweiterung ihrer Steuerhoheit und die Reduzierung der Abhängigkeit von Gemeinschaftssteuern, um finanzielle Äquivalenz und Rechenschaftspflicht zu fördern. Zudem schlagen sie die Durchführung umfassender Funktionsanalysen vor, um Ineffizienzen und Überschneidungen in den Verantwortlichkeiten auf verschiedenen Regierungsebenen zu identifizieren und zu beseitigen, insbesondere in wichtigen Politikbereichen wie Gesundheitswesen, Verkehr und Bildung. Schließlich wird die Einführung eines transparenteren und leistungsorientierten Systems für zwischenstaatliche Transfers empfohlen, das allokative und distributive Ziele klar voneinander trennt.
Trotz der weit verbreiteten Anerkennung der Notwendigkeit von Reformen bleibt der Weg nach vorne komplex und politisch herausfordernd. Die Länder, die sich für mehr Autonomie in der Innenpolitik einsetzen, widersetzen sich oft Veränderungen, die die Verteilung von Rechten und Pflichten zwischen Bund und Ländern verändern könnten. Eine sinnvolle und nachhaltige Reform erfordert politischen Willen, einen umfassenden Ansatz und die Verpflichtung, Lösungen zu finden, die allen Regierungsebenen und den Bürgern, die sie bedienen, zugutekommen.

## Kompetenzverteilung und Institutionen des Föderalismus

### Kompetenzverteilung zwischen Bund und Ländern
Das österreichische föderale System teilt die gesetzgeberischen und administrativen Zuständigkeiten zwischen der Bundesregierung und den neun Ländern auf. Diese Kompetenzverteilung ist ein prägendes Merkmal des österreichischen Föderalismus und bestimmt das Machtverhältnis zwischen Bund und Ländern. Die österreichische Bundesverfassung (Bundes-Verfassungsgesetz, B-VG) legt den Rahmen für die Verteilung dieser Kompetenzen fest. Die Artikel 10 bis 15 des B-VG widmen sich speziell der Abgrenzung der jeweiligen Zuständigkeitsbereiche von Bund und Ländern:
| Art. 10 | Art. 11 | Art. 12 | Art. 13 | Art. 14 | Art. 14a | Art. 14a | Art. 14b | Art. 15 | Art. 15a |

Diese Verteilung wird zusätzlich dadurch erschwert, dass die entsprechenden Regelungen nicht ausschließlich im Bundes-Verfassungsgesetz enthalten sind, sondern sich über das gesamte Verfassungsrecht erstrecken. Die Verfassung gewährt dem Nationalrat ausdrücklich exklusive gesetzgeberische und administrative Kompetenzen in einer Vielzahl von Politikbereichen, während der Bundesrat, der die Interessen der Länder vertritt, nur begrenzte Befugnisse besitzt. Dieses Machtungleichgewicht zwischen den beiden Parlamentskammern wirft Fragen über die tatsächliche föderale Natur Österreichs auf.
Das österreichische föderale System basiert auf dem Prinzip der ausschließlichen Zuständigkeiten, was bedeutet, dass ein bestimmtes Sachgebiet entweder in die Zuständigkeit des Bundes oder der Länder fällt. Es gibt keine Regelungen für geteilte oder konkurrierende Zuständigkeiten. Art. 10 des B-VG enthält eine detaillierte Liste von Angelegenheiten, die ausschließlich in die Kompetenz des Bundes fallen. Diese Liste umfasst zentrale Bereiche wie Staatsbürgerschaft, Landesverteidigung, Außenpolitik, Finanzen, Handel und Justizwesen. Darüber hinaus bestimmt Art. 15 Absatz 1 des B-VG, dass alle Angelegenheiten, die in der Verfassung nicht ausdrücklich dem Bund zugewiesen sind, in die autonome Kompetenz der Länder fallen. Dies suggeriert ein System, in dem die Länder über beträchtliche Restkompetenzen verfügen. In der Praxis jedoch führt der umfangreiche und detaillierte Katalog der Bundeskompetenzen dazu, dass den Ländern ein vergleichsweise begrenzter Bereich an Restkompetenzen verbleibt.
Zur Veranschaulichung dieser Kompetenzverteilung: Die Länder sind befugt, in Bereichen wie Bauordnungen, Raumordnung, Grundverkehr, Jagd, Naturschutz und Jugendschutz Gesetzgebung zu betreiben. Demgegenüber hat der Bund die exklusive Gesetzgebungs- und Verwaltungskompetenz in Angelegenheiten wie Bildung, Wissenschaft und öffentlichem Verkehr. Trotz dieser offensichtlichen Einschränkung gewährt Art. 17 des B-VG den Ländern ein erhebliches Maß an politischer Autonomie, indem er ihnen erlaubt, auch in Bereichen, in denen der Bund gesetzgeberische Kompetenz besitzt, nach Privatrecht zu handeln. Diese Bestimmung wirkt als „Sicherheitsventil“ gegen eine übermäßige Zentralisierung, indem sie den Ländern ermöglicht, Projekte zu finanzieren und rechtliche Instrumente wie Unternehmen und Nichtregierungsorganisationen in Bereichen einzusetzen, die der Bundeskompetenz unterliegen. Beispielsweise kann ein Land trotz der Bundeskompetenz für Bildung und Wissenschaft auf Grundlage des Artikels 17 wissenschaftliche Einrichtungen gründen und finanzieren. Ebenso können die Länder gemeinsam mit Bund und Gemeinden an der Finanzierung öffentlicher Dienstleistungen, wie des öffentlichen Nahverkehrs, teilnehmen.
Trotz seines föderalen Aufbaus wird Österreich oft als ein hoch zentralisierter Bundesstaat charakterisiert. Diese Zentralisierung wird durch mehrere Faktoren begünstigt. Der historische Kontext des österreichischen Föderalismus spielte dabei eine entscheidende Rolle. Das Bundes-Verfassungsgesetz von 1920 war das Ergebnis eines Kompromisses zwischen den föderalistischen Bestrebungen der Christlich-Sozialen Partei und den zentralistischen Tendenzen der Sozialdemokraten. Dies führte zu einem föderalen Aufbau mit einem zentralistischen Grundzug. Darüber hinaus trägt die Kompetenzverteilung, bei der die überwiegende Mehrheit der Gesetzgebungsbefugnisse dem Bund zugewiesen ist, erheblich zu dieser Zentralisierung bei. Der begrenzte Einfluss des Bundesrates auf die Bundesgesetzgebung verstärkt diese Zentralisierung, da es den Ländern erschwert wird, ihre Interessen im Gesetzgebungsprozess wirksam zu vertreten. Die Dominanz nationaler Perspektiven unter Politikern, Bürokraten, Interessengruppen und Wählern verstärkt diese Zentralisierung zusätzlich, was zu einer nicht-föderalen Gesellschaft führt, die innerhalb eines gesamtösterreichischen nationalen Rahmens agiert. Dieses Fehlen territorialer sozialer Vielfalt schwächt eine föderale Perspektive und fördert die zentralistischen Tendenzen im österreichischen Föderalismus. Vielmehr bezeichnete Ewald Wiederin den Föderalismus in Österreich eher als „eine Sache für das Gemüt“. Der Föderalismus wird in Österreich dennoch tendenziell positiv wahrgenommen. Die Aussage „Wir brauchen die Länder nicht mehr.“ wurde in österreichweiten Studien von einer großen Mehrheit der Befragten abgelehnt.
Die Zentralisierung der Macht in Österreich ist Gegenstand von Debatten und Kritik. Kritiker argumentieren, dass sie die Autonomie der Länder untergräbt und die Reaktionsfähigkeit der Regierung auf regionale Bedürfnisse und Präferenzen einschränkt. Dies hat zu Forderungen nach einem stärker dezentralisierten föderalen System geführt, das die Länder stärkt. Trotz dieser Forderungen hat das österreichische föderale System eine bemerkenswerte Stabilität bewahrt, die eine gewisse Resilienz und Anpassungsfähigkeit zeigt. Dies liegt zum Teil daran, dass es an signifikanter territorialer sozialer Vielfalt mangelt. Daher gibt es nur begrenzten Druck für einen durchsetzungsfähigeren Föderalismus seitens der Länder oder ihrer Bevölkerung. Diese Homogenität innerhalb der österreichischen Gesellschaft, kombiniert mit historischen Faktoren und der Struktur der Kompetenzverteilung, hat ein föderales System gefestigt, in dem die Zentralregierung dominant bleibt.

### Institutionelle Ausgestaltung des Föderalismus
Der institutionelle Rahmen des österreichischen Föderalismus ist durch ein vielschichtiges Zusammenspiel von Bundes- und Landesinstitutionen geprägt. Während die österreichische Verfassung (Bundes-Verfassungsgesetz, B-VG) die grundlegende Struktur festlegt, werden die Dynamiken des Föderalismus maßgeblich durch informelle Praktiken und die Zusammenarbeit zwischen den Regierungsebenen gestaltet.

Politisches System des Bundes und der Länder in Österreich

#### Der Bundesrat
Der Bundesrat ist die zweite Kammer des österreichischen Parlaments und repräsentiert die Interessen der neun Länder. Er spielt eine Rolle in der Bundesgesetzgebung, jedoch eine begrenzte. Die Zusammensetzung des Bundesrats richtet sich nach der Zahl der Wahlberechtigten in den einzelnen Ländern, wobei die Anzahl der Mitglieder pro Land zwischen drei und zwölf variiert. Die Mitglieder werden von den jeweiligen Landtagen gewählt.
Die Aufgaben des Bundesrats konzentrieren sich hauptsächlich auf die Überprüfung von Gesetzen, die vom Nationalrat, der stärkeren und wichtigeren Kammer des Parlaments, beschlossen wurden. Der Bundesrat besitzt ein aufschiebendes Vetorecht, mit dem er die Verabschiedung von Bundesgesetzen, die die Interessen der Länder betreffen, verzögern kann. Dieses Veto kann jedoch vom Nationalrat mit einfacher Mehrheit überstimmt werden, mit Ausnahme einiger spezifischer Fälle, in denen eine qualifizierte Mehrheit erforderlich ist. Diese begrenzte Macht verdeutlicht die Schwäche des Bundesrats bei der Einflussnahme auf die Bundesgesetzgebung.
Die eingeschränkte Einflussmöglichkeit des Bundesrats resultiert aus seinem Mangel an bedeutenden legislativen Kompetenzen. Während er Gesetzesänderungen vorschlagen kann, sind diese für den Nationalrat nicht bindend. Darüber hinaus ist der Bundesrat nicht am Budgetprozess beteiligt, was seine Fähigkeit, die Interessen der Länder in der Bundespolitik effektiv zu vertreten, weiter mindert.

#### Die Landtage
Die Landtage sind einkammerige Parlamente, die als gesetzgebende Organe auf Landesebene fungieren. Ihre Mitglieder, die Landtagsabgeordneten, werden von den Bürgern jedes Landes nach dem Prinzip der Verhältniswahl gewählt. Die Landtage sind für die Erlassung von Gesetzen zuständig, die in die Gesetzgebungskompetenz ihrer jeweiligen Länder fallen. Diese Kompetenzen umfassen vor allem Bereiche wie Bauordnungen, Raumplanung und Umweltschutz.
Eine der zentralen Aufgaben der Landtage ist die Wahl der Landesregierungen, einschließlich des Landeshauptmanns. Dieser Wahlprozess schafft eine direkte Verbindung zwischen der gesetzgebenden und der ausführenden Gewalt auf Landesebene.
Zusätzlich zu ihrer Gesetzgebungsfunktion üben die Landtage Kontrolle über die Landesverwaltung aus, indem sie die Aktivitäten der Landesregierung überprüfen und diese zur Rechenschaft ziehen. Diese Kontrollfunktion umfasst Mechanismen wie parlamentarische Anfragen, Interpellationen und Untersuchungsausschüsse, ähnlich den Instrumenten des Nationalrats auf Bundesebene.

#### Die Landesregierungen
Die Landesregierungen, angeführt vom Landeshauptmann, bilden die Exekutive auf Landesebene. Sie sind für die Umsetzung der von den Landtagen erlassenen Gesetze und die Verwaltung der Landesangelegenheiten zuständig. Die Zusammensetzung der Landesregierungen wird durch die jeweilige Landesverfassung bestimmt, wobei Größe und Struktur von Land zu Land variieren.
Die Landeshauptleute nehmen eine besonders prominente Position innerhalb der Landesstrukturen ein. Sie sind Regierungschefs, leiten die Sitzungen der Landesregierung, führen die Landesverwaltung und vertreten das Land gegenüber der Bundesregierung und anderen Ländern.
Historisch dominierte in den meisten österreichischen Ländern ein System der Proporzregierungen, bei dem die stärksten Parteien entsprechend ihrer Stärke in der Landesregierung vertreten waren. Dieses System wurde jedoch weitgehend durch Allein- oder Koalitionsregierungen abgelöst, mit Ausnahme von Niederösterreich und Oberösterreich, die weiterhin Proporzregierungen haben. Wien hat ein einzigartiges System mit einer Landesregierung (Stadtsenat), die proporzmäßig zusammengesetzt ist, jedoch amtsführende Stadträte sowie Regierungsmitglieder ohne eigenes Aufgabengebiet (ohne Portefeuille) umfasst (siehe auch: Wiener Stadtsenat und Landesregierung).

#### Kooperative Elemente
Obwohl die formale institutionelle Struktur eine klare Trennung zwischen Bundes- und Landesebene nahelegt, spielen kooperative Elemente eine entscheidende Rolle im österreichischen Föderalismus. Zwei wichtige Beispiele sind die Landeshauptleutekonferenz und die Verbindungsstelle der Bundesländer.
Die Landeshauptleutekonferenz ist ein regelmäßiges Treffen aller neun Landeshauptleute, um gemeinsame Interessen zu besprechen und zu koordinieren. Obwohl nicht in der Verfassung verankert, hat sie sich zu einer bedeutenden Plattform für die Zusammenarbeit zwischen den Regierungsebenen entwickelt. Entscheidungen in der Landeshauptleutekonferenz werden in der Regel im Konsens getroffen, was die Zustimmung aller teilnehmenden Landeshauptleute erfordert. Ihre informelle Natur mindert jedoch nicht ihr politisches Gewicht, da sie die Artikulation gemeinsamer Interessen und die Entwicklung koordinierter Positionen der Länder ermöglicht.
Die Verbindungsstelle der Bundesländer, mit Sitz in Wien, dient als ständiges Sekretariat der Landeshauptleutekonferenz und stellt administrative und logistische Unterstützung für deren Sitzungen und Aktivitäten bereit. Sie spielt eine wichtige Rolle bei der Förderung der Kommunikation und des Informationsaustauschs zwischen den Ländern. Die Verbindungsstelle unterstützt zudem die Länder bei der Formulierung ihrer Standpunkte gegenüber der Bundesregierung und vertritt ihre kollektiven Interessen in verschiedenen nationalen und internationalen Gremien. Die Aktivitäten der Verbindungsstelle tragen zu einem koordinierten Vorgehen der Länder in ihren Interaktionen mit der Bundesregierung und anderen Akteuren bei und fördern die Zusammenarbeit zwischen den Regierungsebenen über die formalen institutionellen Strukturen hinaus.

## Finanzföderalismus in Österreich

### Grundzüge des österreichischen Finanzföderalismus
Das österreichische System des Finanzföderalismus basiert auf dem Prinzip getrennter Finanzsysteme für den Bund und die neun Länder, mit dem Instrument des Finanzausgleichs. Dieses System, das in der österreichischen Bundesverfassung verankert ist, weist dem Bund bedeutende Steuerbefugnisse zu, während die Länder über Restkompetenzen verfügen. Das österreichische System ist durch einen hohen Grad an finanzieller Integration zwischen Bund und Ländern gekennzeichnet, der durch verschiedene Institutionen und Organisationen ermöglicht wird, was zu seiner Beschreibung als kooperatives Föderalismusmodell führt.
Der Bund verfügt über weitreichende Steuerbefugnisse, die eine breite Palette von Steuern umfassen. Das Finanzverfassungsgesetz ermächtigt die Bundesgesetzgebung, die Verteilung der Steuerrechte und Einnahmenanteile auf allen Regierungsebenen zu regeln, was die zentrale Rolle des Bundes in fiskalischen Angelegenheiten verdeutlicht. Diese zentralistische Tendenz wird jedoch durch ein System des Finanzausgleichs abgemildert, das sicherstellen soll, dass Länder mit geringeren Steuereinnahmen öffentliche Dienstleistungen auf einem vergleichbaren Niveau wie wohlhabendere Länder erbringen können. Diese Verteilung der Steuereinnahmen zwischen Bund und Ländern durch das finanzpolitische Instrument des Finanzausgleichs ist eine komplexe, periodisch neu verhandelte Vertragsvereinbarung. Dieses System versucht, die finanziellen Bedürfnisse der Länder mit dem Erfordernis fiskalischer Disziplin auf Bundesebene in Einklang zu bringen.

### Reformdiskussionen und Herausforderungen
Reformdiskussionen im Zusammenhang mit dem österreichischen Finanzföderalismus konzentrieren sich darauf, die finanzielle Autonomie der Länder zu erhöhen, insbesondere durch die Gewährung eines größeren Anteils an Steuereinnahmen und einer stärkeren Kontrolle über ihre Ausgaben. Befürworter von Reformen argumentieren, dass dies die Rechenschaftspflicht und die Reaktionsfähigkeit auf regionale Bedürfnisse verbessern würde, was zu einer effizienteren Bereitstellung öffentlicher Dienstleistungen führen könnte. Der Reformaufruf erstreckt sich auch auf die Stärkung der Rolle der Gemeinden innerhalb des österreichischen Mehrebenensystems. Obwohl als wesentlicher Bestandteil des Systems anerkannt, fehlt den Gemeinden eine starke verfassungsrechtliche Stimme, und sie werden oft als Juniorpartner innerhalb der föderalen Struktur behandelt. Dies hat zu Forderungen nach einer stärkeren kommunalen Vertretung und Beteiligung an Entscheidungsprozessen geführt (z. B. durch den Gemeindebund), die ihre Funktionen und Verantwortlichkeiten direkt betreffen.
Die Verwirklichung bedeutsamer Reformen steht jedoch vor erheblichen Herausforderungen, insbesondere dem Widerstand der Länder selbst geschuldet. Das derzeitige System, obwohl es wegen seiner zentralistischen Aspekte kritisiert wird, hat den Ländern einen vorhersehbaren und relativ stabilen Einnahmestrom verschafft, der oft ihre Ausgabenbedarfe übersteigt. Diese finanzielle Sicherheit, gepaart mit ihrem politischen Einfluss durch Gremien wie die Landeshauptleutekonferenz, macht sie zögerlich, jegliche Kontrolle über ihre finanziellen Angelegenheiten aufzugeben.

## Europäisierung des österreichischen Föderalismus

### Einfluss der EU-Mitgliedschaft auf die Kompetenzverteilung
Der Beitritt Österreichs zur Europäischen Union (EU) im Jahr 1995 hatte einen tiefgreifenden Einfluss auf das föderale System des Landes, insbesondere in zwei zentralen Bereichen: der Verteilung der Kompetenzen zwischen dem Bund und den Ländern sowie der Mitwirkung der Länder an der EU-Politikgestaltung. Der Einfluss der EU hat die Grundstruktur des österreichischen Föderalismus nicht grundlegend verändert. Er hat jedoch zur Stärkung bestehender Merkmale wie der spezifischen Kompetenzaufteilung und der Bedeutung des Exekutivföderalismus beigetragen. Die Länder haben durch verschiedene Mechanismen eine aktivere Rolle in der EU-Politikgestaltung übernommen, wodurch ihre Interessen vertreten und die Relevanz des österreichischen Föderalismus im europäischen Kontext gewahrt bleiben.

#### Beteiligung der Länder an der EU-Politikgestaltung
Der Einfluss der EU auf die Kompetenzverteilung war erheblich. Obwohl das österreichische föderale System allgemein als zentralistisch gilt, wobei der Bund eine dominierende Rolle spielt, hat die EU-Mitgliedschaft Anpassungen und eine stärkere Betonung der Zusammenarbeit erforderlich gemacht. Dies liegt daran, dass das EU-Recht häufig Bereiche berührt, die in die Gesetzgebungskompetenz der Länder fallen, wie Landwirtschaft, Umwelt und Verkehr. Folglich mussten die Länder aktiver in EU-Angelegenheiten eingebunden werden, um ihre Interessen zu wahren und ihre Stimmen Gehör zu verschaffen.
Die Länder haben sich zu wichtigen Akteuren bei der Gestaltung der österreichischen EU-Politik entwickelt. Diese Mitwirkung erfolgt vor allem durch das Länderbeteiligungsverfahren, ein Verfahren, das in Art. 23d der österreichischen Bundesverfassung verankert ist. Dieses Verfahren verpflichtet die Bundesregierung, die Länder unverzüglich über alle EU-Initiativen zu informieren, die ihre eigenständigen Kompetenzen betreffen oder für sie von Interesse sein könnten. Die Länder erhalten zudem die Möglichkeit, zu diesen Initiativen Stellung zu nehmen. Das Gewicht dieser Stellungnahmen hängt von Faktoren wie der Anzahl der beteiligten Länder und der Relevanz des Themas für sie ab. Wenn alle Länder in einer Angelegenheit, die ihren Gesetzgebungsbereich betrifft, eine einheitliche Position vertreten, ist die Bundesregierung an diese gebunden. Abweichungen sind nur aus zwingenden integrations- oder außenpolitischen Gründen zulässig, die den Ländern umgehend mitzuteilen sind.
Neben dem Länderbeteiligungsverfahren beteiligen sich die österreichischen Landtage auch an der Subsidiaritätsprüfung. Dieser von der EU eingeführte Mechanismus zielt darauf ab, sicherzustellen, dass Entscheidungen auf der geeignetsten Regierungsebene getroffen werden. Die Landtage beteiligen sich über ihre Verwaltungen aktiv an der Prüfung von EU-Initiativen auf mögliche Subsidiaritätsbedenken. Dabei wird häufig bestimmten Ländern die Aufgabe übertragen, Initiativen zu prüfen, die in ihren Kompetenzbereich fallen, was die Rolle der Länder bei der Wahrung ihrer Interessen im EU-Rahmen weiter verdeutlicht.

#### Europäische Verbünde für Territoriale Zusammenarbeit (EVTZ)
Die Einrichtung Europäischer Verbünde für territoriale Zusammenarbeit (EVTZ) war eine weitere bedeutende Folge der EU-Mitgliedschaft Österreichs. EVTZ bieten einen Rechtsrahmen für die grenzüberschreitende Zusammenarbeit zwischen regionalen und lokalen Behörden verschiedener EU-Mitgliedstaaten. Dieses Instrument hat sich in Österreich als besonders relevant erwiesen, da viele seiner regionalen Behörden Grenzen zu ausländischen Staaten teilen.
Österreich nimmt formell z. B. an zwei etablierten EVTZ teil: der Europaregion Tirol-Südtirol-Trentino und der Euregio Senza Confini (Euregio ohne Grenzen). Beide sind Euroregionen, die darauf abzielen, die Zusammenarbeit zwischen österreichischen und italienischen Regionalbehörden in verschiedenen Bereichen zu fördern. Während diese ersten EVTZ auf allgemeine Kooperationszwecke ausgerichtet waren, gab es Diskussionen und Initiativen zur Einrichtung von EVTZ mit spezifischeren Zielen. Ein Beispiel hierfür ist der EVTZ Alpine Pearls, der auf die Förderung des nachhaltigen Tourismus in einer grenzüberschreitenden Region abzielt, die Österreich, Deutschland, Slowenien, Italien, die Schweiz und Frankreich umfasst. Diese Diversifizierung der EVTZ-Typen spiegelt die wachsende Anerkennung ihres Potenzials wider, spezifische grenzüberschreitende Herausforderungen und Chancen anzugehen.

## Aktuelle Herausforderungen und Reformdiskussionen
Österreich ist eine Bundesrepublik, die aus neun autonomen Bundesländern besteht. Das föderale System des Landes, das 1920 etabliert wurde, zeichnet sich durch einen hohen Grad an Integration zwischen Bund, Ländern und Gemeinden aus. Allerdings wird es weithin als stark zentralisiert angesehen, da der Bund eine dominierende Rolle einnimmt und die Länder nur begrenzte Gesetzgebungsbefugnisse ausüben. Dies hat zu anhaltenden Debatten und Forderungen nach Reformen geführt, um die Herausforderungen und Schwächen des österreichischen Föderalismus zu adressieren. Die Debatte über die Zukunft des österreichischen Föderalismus bleibt jedoch lebendig, getrieben von einem wachsenden Bewusstsein für die Schwächen des Systems und dem Bedarf nach einem ausgewogeneren und reaktionsfähigeren Regierungsmodell. Der Reformdiskurs muss die Komplexitäten des bestehenden Systems adressieren, die Auswirkungen der europäischen Integration berücksichtigen und Wege finden, um die demokratische Rechenschaftspflicht und Transparenz zu stärken.

### Zentralisierungstendenzen und Bundesdominanz
Trotz der formalen föderalen Struktur ist der österreichische Föderalismus von einem anhaltenden Trend zur Zentralisierung geprägt. Der Bundesrat, die zweite Kammer des Parlaments, die die Interessen der Länder in der Bundesgesetzgebung vertreten soll, verfügt nur über begrenzte Befugnisse und wird allgemein als politisch schwach angesehen. Dies liegt teilweise an seiner Zusammensetzung: Die Mitglieder des Bundesrates werden von den Landtagen ernannt und unterliegen der Parteidisziplin, anstatt die Interessen ihrer Länder zu vertreten. Im Gegensatz dazu besitzt der Nationalrat, die erste Kammer des Parlaments, die ausschließliche Bundeskompetenz in Gesetzgebung und Verwaltung, was die Dominanz des Bundes weiter stärkt.
Die finanzielle Dominanz des Bundes trägt ebenfalls zu den zentralistischen Tendenzen im österreichischen Föderalismus bei. Die Haupteinnahmen aller Regierungsebenen werden durch ein gemeinsames Steuersystem generiert, wobei der Bund letztlich die Verteilung der finanziellen Mittel über den Finanzausgleich bestimmt. Dies führt dazu, dass Länder und Gemeinden nur über wenig finanzielle Autonomie verfügen und stark von Bundeszuschüssen abhängig sind.

### Komplexität der Kompetenzverteilung
Die Kompetenzverteilung zwischen Bund und Ländern ist ein weiterer Bereich, in dem der österreichische Föderalismus auf Herausforderungen stößt. Obwohl die Verfassung den Ländern formal die residualen Kompetenzen zuweist, ist der katalogartige Umfang der Bundesangelegenheiten umfangreich und detailliert, was den Handlungsspielraum der Länder stark einschränkt. Dies hat zu einer komplexen und oft unklaren Verteilung der Zuständigkeiten geführt, mit überlappenden Kompetenzen und einem Mangel an Transparenz. Der Bund konnte seinen Einfluss auch durch den Einsatz von Kompetenzdeckungsklauseln in Bundesgesetzen ausweiten, die gesetzgeberische und exekutive Kompetenzen des Bundes in Bereichen sichern, die eigentlich in die Zuständigkeit der Länder fallen würden.

### Mangel an Transparenz und demokratischer Legitimität
Die Zentralisierung der Macht und die komplexe Kompetenzverteilung haben Bedenken hinsichtlich der Transparenz und demokratischen Legitimität des österreichischen Föderalismus aufgeworfen. Die unklaren Verantwortlichkeiten erschweren es den Bürgern, ihre gewählten Vertreter zur Rechenschaft zu ziehen. Darüber hinaus haben die Dominanz des Bundes und die Schwäche des Bundesrates die Fähigkeit der Länder eingeschränkt, die Interessen ihrer Bürger auf Bundesebene wirksam zu vertreten.

### Finanzielle Ungleichgewichte und die Notwendigkeit einer Reform des Finanzausgleichs
Das derzeitige Finanzausgleichssystem in Österreich wird weitgehend für seine Komplexität und mangelnde Transparenz kritisiert, was zu finanziellen Ungleichgewichten zwischen den Ländern führt. Das komplizierte Netzwerk von Transfers und finanziellen Verflechtungen zwischen Bund, Ländern und Gemeinden erschwert die Bewertung der verteilungs- und allokativen Effekte des Systems. Dies kann finanzielle Disparitäten perpetuieren und eine effiziente Umsetzung von Politiken, insbesondere in Bereichen wie Gesundheit und Bildung, behindern.

### Diskussion über die Stärkung der Länder und Föderalismusreform
Die Herausforderungen des österreichischen Föderalismus haben anhaltende Diskussionen und Forderungen nach Reformen befeuert. Während weitgehende Einigkeit über die Notwendigkeit von Veränderungen besteht, herrscht weniger Konsens über die konkreten Maßnahmen. Einige Experten und Politiker plädieren für ein stärker dezentralisiertes System mit mehr Autonomie und finanziellen Ressourcen für die Länder. Sie argumentieren, dass dies die demokratische Verantwortlichkeit verbessern, maßgeschneiderte politische Lösungen für regionale Bedürfnisse ermöglichen und Innovationen durch interregionalen Wettbewerb fördern würde. Andere setzen sich für eine Stärkung der Kooperationsmechanismen zwischen Bund und Ländern ein, wobei der Fokus auf einer besseren Koordination und Straffung der Entscheidungsprozesse liegt.
Reformbemühungen werden durch einen Mangel an politischem Willen, insbesondere auf Seiten des Bundes, der ungern Macht an die Länder abgeben möchte, behindert. Auch die Länder selbst werden für ihren mangelnden Zusammenhalt und ihre Kompromissunwilligkeit kritisiert. Trotz dieser Herausforderungen bleibt die Debatte über die Zukunft des österreichischen Föderalismus aktiv, begleitet von Forderungen nach einer grundlegenden Neubewertung des derzeitigen Systems und der Entwicklung eines ausgewogeneren und reaktionsfähigeren Modells der Governance.

### Überlappung in EU-Angelegenheiten und Länderrechte
Die Europäisierung der österreichischen Politik hat eine zusätzliche Komplexität in das föderale System gebracht. Der EU-Beitritt Österreichs im Jahr 1995 brachte zwar wirtschaftliche Vorteile und Integration, stellte jedoch auch die traditionelle Machtbalance zwischen Bund und Ländern vor Herausforderungen. Mit der Ausweitung der Kompetenzen der EU verschwammen die Grenzen zwischen Bundes- und Landesverantwortlichkeiten, was Bedenken hinsichtlich einer Erosion der Länderautonomie in Bereichen wie Landwirtschaft, Umweltschutz und Regionalentwicklung auslöste.
Die österreichische Verfassung sieht das sogenannte Länderbeteiligungsverfahren vor, das die Mitwirkung der Länder an EU-Angelegenheiten sicherstellen soll, die ihre Kompetenzen betreffen. Dieses Verfahren verpflichtet die Bundesregierung, die Länder über alle relevanten EU-Projekte zu informieren und ihnen die Möglichkeit zu geben, Stellung zu nehmen. Während die Informationsweitergabe in der Praxis gut funktioniert, hängt der Einfluss der Länderstellungnahmen von verschiedenen Faktoren ab, darunter die Anzahl der intervenierenden Länder und die Einheitlichkeit ihrer Ansichten. Wenn die Länder eine einheitliche Stellungnahme zu einem EU-Projekt abgeben, das eine Materie der Landesgesetzgebung betrifft, wird dies zu einem bindenden Mandat für die Bundesregierung. Allerdings kann die Bundesregierung aus integrations- und außenpolitischen Gründen von diesem Mandat abweichen. Diese Regelung ermöglicht zwar Flexibilität in Verhandlungen, weckt jedoch auch Befürchtungen, dass der Bund die Interessen der Länder zugunsten übergeordneter EU-Ziele übergehen könnte.

### Dominanz der Exekutive und Parteipolitik
Ein Merkmal des österreichischen Föderalismus ist die starke Macht der Landeshauptleute, die großen Einfluss in ihren Bundesländern haben und eine wichtige Rolle in Verhandlungen zwischen Bund und Ländern spielen. Diese starke Exekutivmacht, kombiniert mit dem historisch verankerten System des Proporz, bei dem Regierungspositionen proportional zwischen den großen politischen Parteien verteilt werden, hat zu einer Kultur der Konsenssuche und Hinterzimmerdeals geführt. Dies geschah oft auf Kosten von Transparenz und offener politischer Debatte, was die demokratische Legitimität des Systems weiter schwächte.

### Forderungen nach Dezentralisierung und Reform im Kontext von Pandemie und Klimawandel
Die COVID-19-Pandemie hat die Schwächen des österreichischen Föderalismus deutlich gemacht und den Bedarf an einem dezentraleren und effizienteren System verdeutlicht. Die Pandemie legte die Begrenzungen der aktuellen Kompetenzverteilung offen: Überlappende Zuständigkeiten und unklare Verantwortlichkeiten führten zu Verwirrung und Verzögerungen bei der Umsetzung von Maßnahmen im öffentlichen Gesundheitswesen. Dies hat Forderungen nach einer Überprüfung des föderalen Systems befeuert, wobei einige Kommentatoren für die Übertragung bestimmter Kompetenzen vom Bund auf die Länder plädieren, insbesondere in Bereichen wie Gesundheit, Bildung und Umweltschutz.
Ebenso hat der dringende Handlungsbedarf beim Klimaschutz die Notwendigkeit einer effektiveren und koordinierten Antwort aller Regierungsebenen hervorgehoben. Dies hat zu Forderungen nach einer stärkeren Rolle der Länder in der Klimapolitik geführt, da sie aufgrund ihrer Nähe zu lokalen Gemeinschaften in der Lage sind, Maßnahmen spezifisch auf regionale Bedürfnisse zuzuschneiden.

### Finanzielle Ungleichgewichte und Reform der Kommunalverwaltung
Die finanziellen Disparitäten zwischen den Ländern und die fiskalische Abhängigkeit der Gemeinden von Bundeszuschüssen bleiben bedeutende Herausforderungen für den österreichischen Föderalismus. Experten argumentieren, dass Gemeinden mit weniger als 1000 Einwohnern finanziell nicht tragfähig sind und zu effizienteren Verwaltungseinheiten zusammengelegt werden sollten. Andere schlagen vor, mehr Aufgaben auf die mittelbare Bundesverwaltung zu verlagern, bei der Aufgaben lokal ausgeführt werden, jedoch unter Regeln, die vom Bund festgelegt werden.